# Ethel Browne Harvey
Ethel Nicholson Browne Harvey (Baltimore, 14 de diciembre de 1885-Falmouth, 2 de septiembre de 1965) fue una embrióloga estadounidense, conocida por sus hallazgos críticos sobre la división celular, usando la embriología de los erizos de mar, y por su trabajo inicial en el estudio de la división celular embrionaria.

## Trayectoria
Hija de Bennett Barnard Browne y Jennifer Nicholson Browne, fue una de sus cinco hijos. Tres de sus hermanos se convirtieron en médicos, incluyendo dos de sus hermanas (Jennie y Mary), y uno de sus hermanos se convirtió en metalúrgico.
Sus padres enviaron a sus tres hijas al Bryn Mawr School, que fue la primera escuela superior femenina en los Estados Unidos. Browne se graduó allí en 1902 y luego asistió al Goucher College (entonces conocido como el Woman's College of Baltimore). Tras licenciarse en 1906, estudió zoología en la Universidad de Columbia, obteniendo una especialización en 1907 y un doctorado en 1913. En Columbia trabajó con Thomas Caza Morgan y Edmund Beecher Wilson. Su tesis doctoral se centró en las células germinales masculinas de un insecto acuático, lo que la llevó a trabajar más a fondo sobre los mecanismos celulares en la herencia y el desarrollo. Durante este tiempo recibió el apoyo de varias becas destinadas a ayudar a las mujeres en la ciencia, entre ellas una de la Sociedad para la Promoción de la Educación Universitaria de la Mujer.
Durante sus estudios de postgrado en Columbia, Browne "demostró que el trasplante del hipóstoma de una hidra a otra hidra induciría un eje secundario en la hidra huésped". Este trabajo, realizado en 1909, precedió a los experimentos realizados en 1924 por Hans Spemann y Hilde Mangold, a los que se atribuye el descubrimiento del "organizador"; este trabajo fue la base de un Premio Nobel otorgado a Spemann. Howard M. Lenhoff ha defendido que Browne debería haber compartido el Premio Nobel de Spemann porque ella hizo el experimento primero, entendió su significado, y, de hecho, había enviado su trabajo a Spemann, quien había subrayado la parte que se refería a la trascendencia de su proyecto.
En 1915 se casó con otro científico, E. Newton Harvey, un fisiólogo conocido por su trabajo sobre la bioluminiscencia. Browne, adoptó el apellido de su marido. Tuvo dos hijos con él, Edmund Newton Harvey, Jr. (nacido 1916, más tarde fue químico) y Richard Bennet Harvey (nacido 1922, que sería médico). Aunque se dedicó sólo a tiempo parcial durante los siguientes años, continuó su trabajo haciendo numerosas e importantes contribuciones.
En 1940, demostró un método de escisión partenogenética, que induce a los huevos de erizo de mar no fertilizados a partirse y, en última instancia, a eclosionar. Esta obra recibió notoriedad popular como "creación de vida sin padres".
Browne trabajó durante muchos años en el Laboratorio Biológico Marino de Woods Hole, Massachusetts. Enseñó en varias instituciones, incluyendo la Escuela Femenina Bennett en Millbrook, Nueva York, la Dana Hall School en Wellesley, Massachusetts o Washington Square College en la Universidad de Nueva York. Realizó investigaciones científicas en diversos departamentos, entre ellos en la Universidad de Princeton y en el Cornell Medical College. Estuvo asociada con la American Women's Table en Nápoles, una organización establecida por Ida Henrietta Hyde y otras mujeres científicas.
Murió de peritonitis por apendicitis en 1965.

## Premios
- 1956 - Honorary D.sc. De Goucher Universidad.
- Miembro de la Asociación Estadounidense para el Avance de la Ciencia.
- Miembro de L'Institut Internacional d'Embryologie en Utrecht.
- Miembro de la Academia de Nueva York de Ciencias
- Elegida como fideicomisaria del Laboratorio Biológico Marino en Woods Hole.